# 国道221号

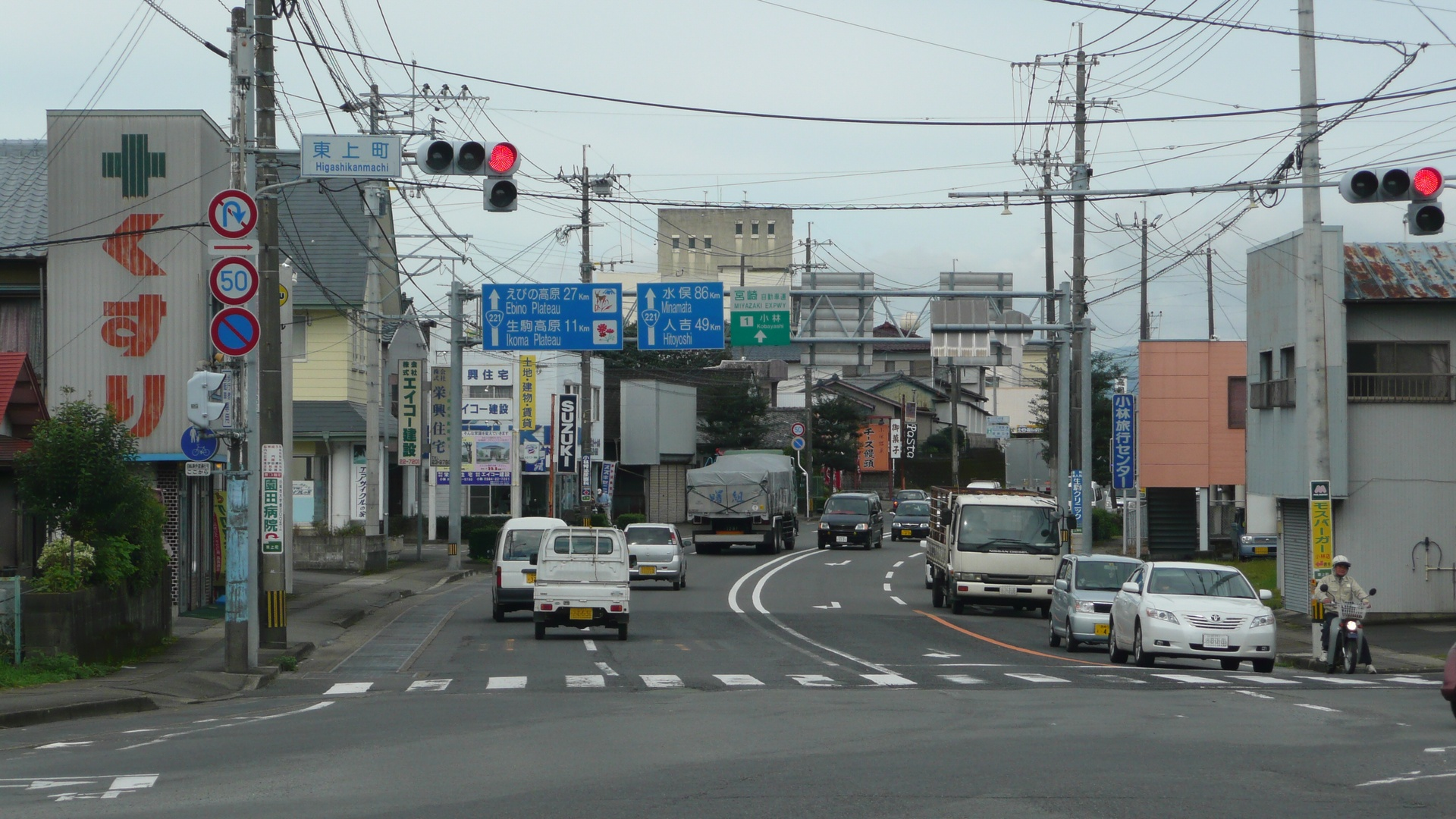
小林市東上町（2008年10月6日）

国道221号（こくどう221ごう）は、熊本県人吉市から宮崎県都城市に至る一般国道である。

## 概要
中九州と南九州を結ぶ重要な道路であり、難所であった標高720 mの加久藤峠を加久藤トンネルや人吉・えびのループによって解消してきた。1995年（平成7年）7月27日に並行する九州自動車道人吉IC・えびのIC間が開通後も同自動車道八代IC・えびのIC間では危険物積載車両の通行が禁止されているため、規制されるタンクローリーなどは八代市からえびの市にかけて国道219号と併せて代替道路として利用することとなり、国土交通省九州地方整備局は高速輸送ネットワークのミッシングリンクとして課題に挙げている。

### 路線データ
一般国道の路線を指定する政令に基づく起終点および重要な経過地は次のとおり。
- 起点：人吉市（東間下交差点 = 国道219号上、熊本県道102号上漆田東間下線終点）
- 終点：都城市（松之元交差点 = 国道10号交点）
- 重要な経過地：熊本県球磨郡錦町、えびの市、小林市、宮崎県西諸県郡高原町
- 総延長 : 73.9 km（熊本県 16.3 km、宮崎県 57.6 km）重用延長を含む。[5][注釈 2]
- 重用延長 : 2.5 km（熊本県 2.5 km、宮崎県 - km）[5][注釈 2]
- 実延長 : 71.4 km（熊本県 13.8 km、宮崎県 57.6 km）[5][注釈 2]
- 未供用延長 : なし[5][注釈 2]
  - 現道 : 71.4 km（熊本県 13.8 km、宮崎県 57.6 km）[5][注釈 2]
  - 旧道 : なし[5][注釈 2]
  - 新道 : なし[5][注釈 2]
- 指定区間：なし[6]

## 歴史
- 1953年（昭和28年）5月18日 - 二級国道221号人吉都城線（人吉市 - 都城市）として指定施行[7]。
- 1965年（昭和40年）4月1日 - 道路法改正により一級・二級区分が廃止されて一般国道221号として指定施行[4]。

## 路線状況

### 重複区間
- 国道219号（熊本県人吉市東間下町・東間下町交差点（起点） - 球磨郡錦町大字西）
- 国道268号（宮崎県えびの市大字小田・えびの市川原交差点 - 小林市真方・東上町交差点）
- 国道223号（宮崎県小林市真方・東上町交差点 - 西諸県郡高原町大字西麓・高原町二本松交差点）

### 道路施設

#### 橋梁
- 熊本県

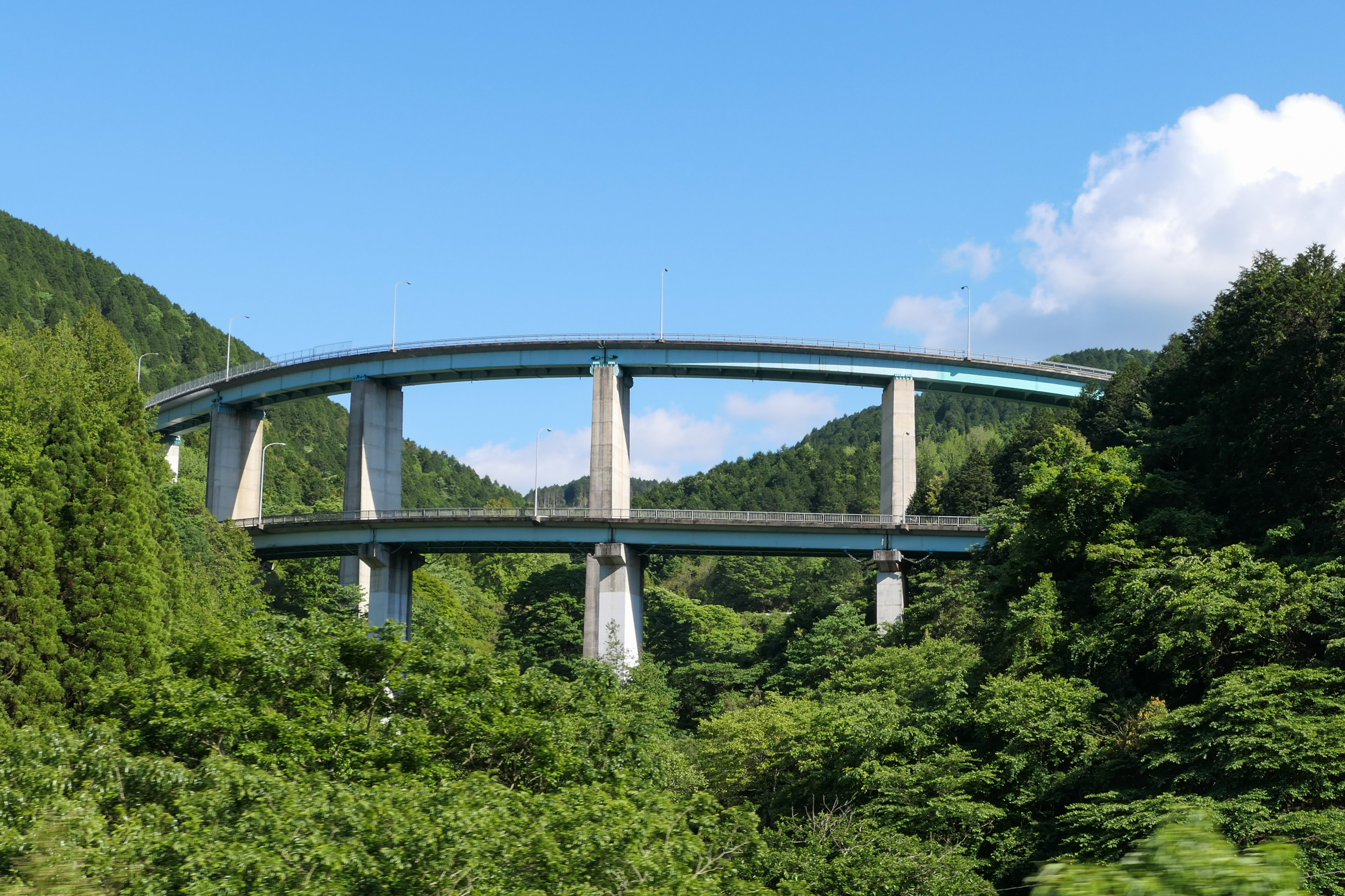
人吉ループ（2023年5月14日）

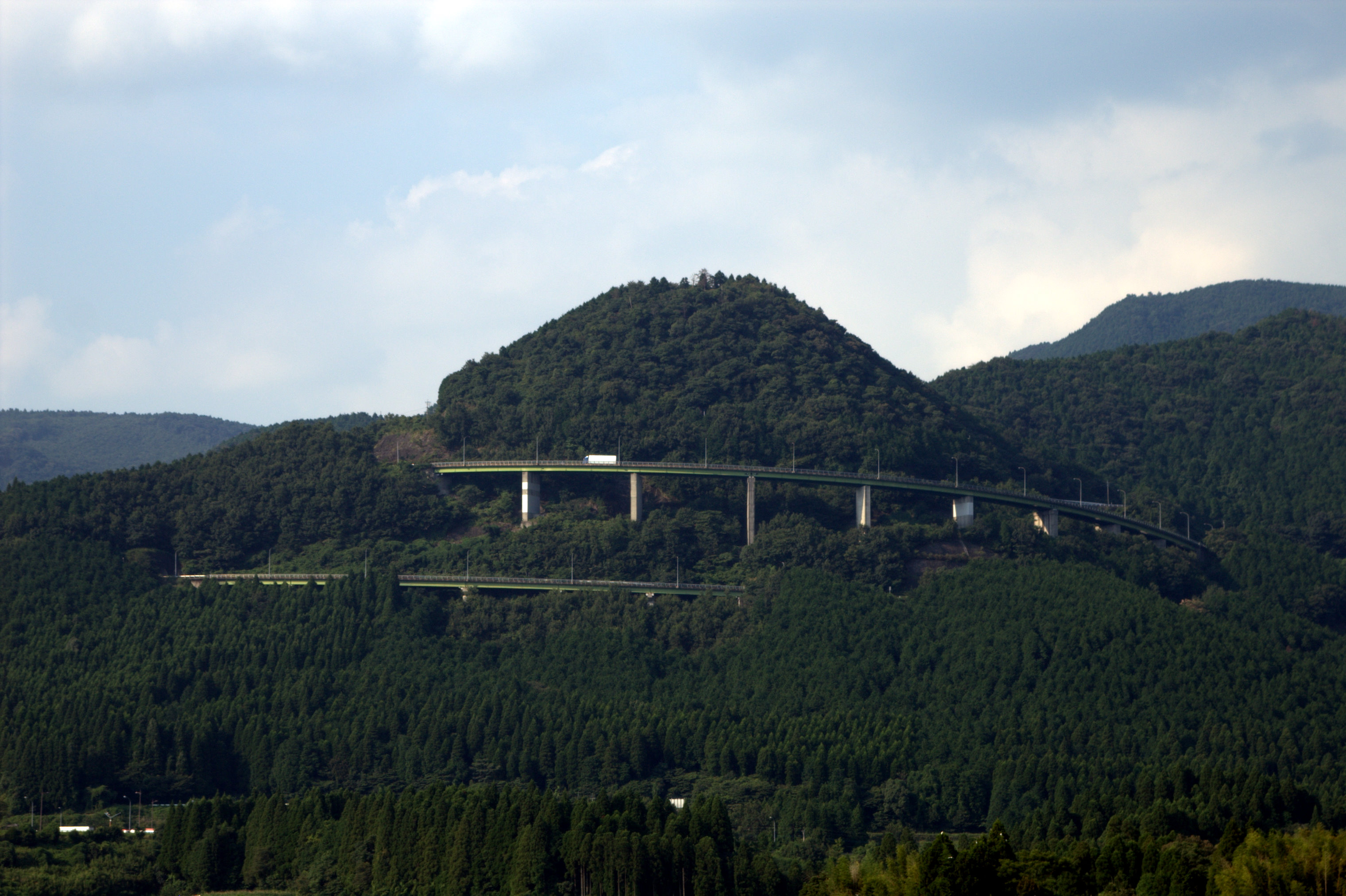
えびのループ（2009年8月26日）

  - 加久藤ループ橋（人吉ループ橋[8]・えびのループ橋、人吉市）

熊本県人吉市と宮崎県えびの市の境界にある加久藤トンネルの前後にはそれぞれループ橋が設置されている。これらは標高差55 mの人吉ループと標高差75 mのえびのループからなり、加久藤トンネルと同じく加久藤峠の狭隘な道路の解消を目的に建設され、加久藤ループ橋と総称される[1]。
人吉ループはカーブ半径95 mから140 mの橋3本で構成され、1977年（昭和52年）に完成。えびのループはカーブ半径150 mから400 mの橋6本とトンネル3本で構成され、1979年（昭和54年）に完成した[1][9]。

#### トンネル
- 熊本県

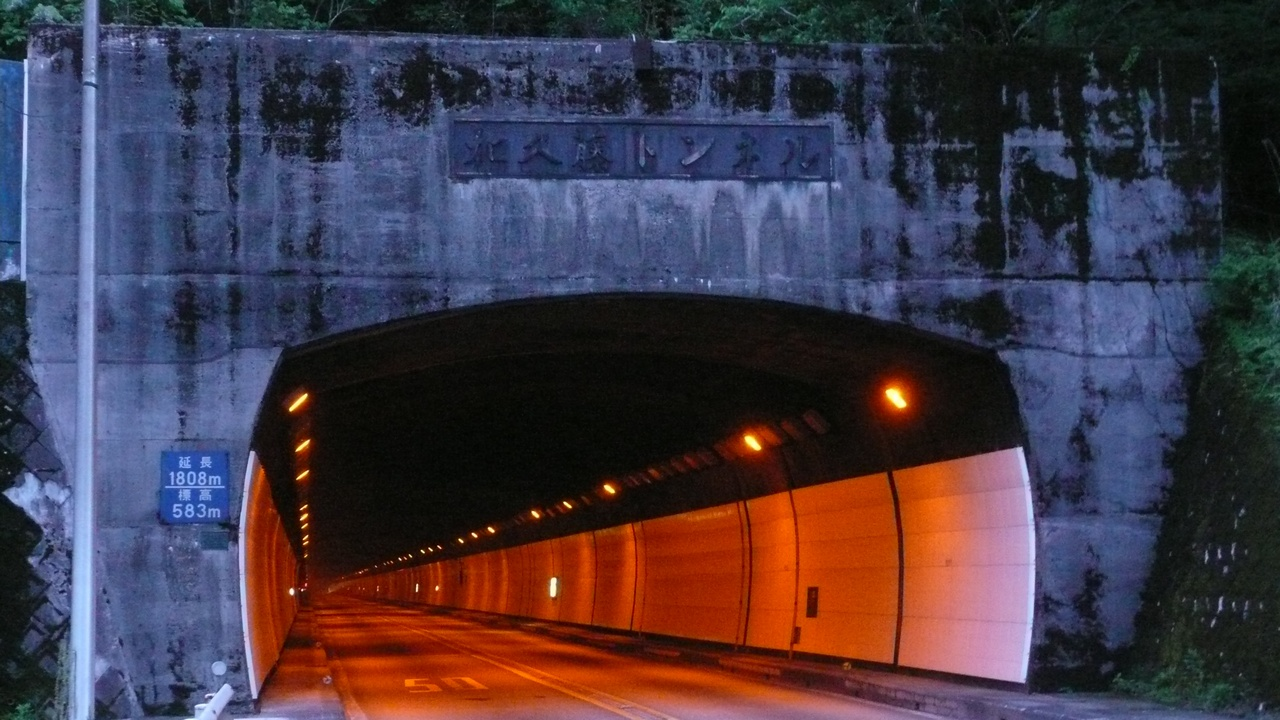
加久藤トンネル（えびの方面、2008年5月11日）

  - 加久藤トンネル：延長1,809 m、1972年（昭和47年）3月完成[10]。全長のうち、宮崎県側は1,160 mである[11]、人吉市 - 宮崎県えびの市
- 宮崎県
  - 雲海トンネル：延長405 m、えびの市
  - 観望隧道：延長104 m、えびの市

#### 道の駅
- 熊本県
  - 人吉（人吉市、国道219号重複区間内）

## 地理

### 通過する自治体
- 熊本県
  - 人吉市 - 球磨郡錦町 - 人吉市
- 宮崎県
  - えびの市 - 小林市 - 西諸県郡高原町 - 都城市

### 交差する道路
| 交差する道路                                                                     | 都道府県名 | 市町村名 | 市町村名 | 交差する場所 | 交差する場所              |
| -------------------------------------------------------------------------------- | ---------- | -------- | -------- | ------------ | ------------------------- |
| 国道219号 重複区間起点 熊本県道102号上漆田東間下線                               | 熊本県     | 人吉市   | 人吉市   | 東間下町     | 東間下町交差点            |
| E3 九州自動車道                                                                  | 熊本県     | 人吉市   | 人吉市   | 七地町       | 19-1 人吉球磨SIC          |
| 国道219号 重複区間終点                                                           | 熊本県     | 球磨郡   | 錦町     | 大字西       |                           |
| 熊本県道102号上漆田東間下線                                                      | 熊本県     | 人吉市   | 人吉市   | 上田代町     |                           |
| 熊本県道189号大畑停車場線 熊本県道265号大畑西線                                  | 熊本県     | 人吉市   | 人吉市   | 大畑町       | 大畑町交差点              |
| 国道268号 重複区間起点                                                           | 宮崎県     | えびの市 | えびの市 | 大字小田     | えびの市川原交差点        |
| 宮崎県道411号えびの飯野停車場線                                                  | 宮崎県     | えびの市 | えびの市 | 大字原田     | 亀城交差点                |
| 宮崎県道407号原田杉水流線                                                        | 宮崎県     | えびの市 | えびの市 | 大字杉水流   | 八幡ヶ丘公園前交差点      |
| 宮崎県道404号石阿弥陀五日市線                                                    | 宮崎県     | えびの市 | えびの市 | 大字杉水流   | えびの市五日市交差点      |
| 宮崎県道409号生駒高原北西方線                                                    | 宮崎県     | 小林市   | 小林市   | 北西方       | 小林市西之原交差点        |
| 宮崎県道・鹿児島県道1号小林えびの高原牧園線                                      | 宮崎県     | 小林市   | 小林市   | 細野         | 西町交差点                |
| 宮崎県道53号京町小林線 重複区間起点 鹿児島県道・宮崎県道104号霧島公園小林線      | 宮崎県     | 小林市   | 小林市   | 細野         | 小林市役所入口交差点      |
| 宮崎県道53号京町小林線 重複区間終点 宮崎県道410号木浦木小林停車場線 重複区間起点 | 宮崎県     | 小林市   | 小林市   | 本町         | 小林商工会議所交差点      |
| 国道265号 宮崎県道410号木浦木小林停車場線 重複区間終点                           | 宮崎県     | 小林市   | 小林市   | 細野         | 本町交差点                |
| 国道223号 重複区間起点 国道268号 重複区間終点                                    | 宮崎県     | 小林市   | 小林市   | 真方         | 東上町交差点              |
| 宮崎県道405号西麓小林線                                                          | 宮崎県     | 西諸県郡 | 高原町   | 大字西麓     | 高原町仲町交差点          |
| 国道223号 重複区間終点 宮崎県道29号高原野尻線                                    | 宮崎県     | 西諸県郡 | 高原町   | 大字西麓     | 高原町二本松交差点        |
| E10 宮崎自動車道                                                                 | 宮崎県     | 西諸県郡 | 高原町   | 大字西麓     | 高原IC入口交差点 2 高原IC |
| 宮崎県道424号高崎新田停車場線                                                    | 宮崎県     | 都城市   | 都城市   | 高崎町大牟田 |                           |
| 宮崎県道413号祓川高崎線                                                          | 宮崎県     | 都城市   | 都城市   | 高崎町大牟田 | 都城市仲町交差点          |
| 宮崎県道42号都城野尻線 重複区間起点                                              | 宮崎県     | 都城市   | 都城市   | 高崎町大牟田 | 高崎総合支所入口交差点    |
| 宮崎県道42号都城野尻線 重複区間起点                                              | 宮崎県     | 都城市   | 都城市   | 高崎町大牟田 | 江平口交差点              |
| 宮崎県道46号高城山田線 重複区間起点                                              | 宮崎県     | 都城市   | 都城市   | 上水流町     | 志和池小入口交差点        |
| 宮崎県道46号高城山田線 重複区間終点                                              | 宮崎県     | 都城市   | 都城市   | 上水流町     | 志和池交差点              |
| 国道10号                                                                         | 宮崎県     | 都城市   | 都城市   | 都北町       | 松之元交差点 / 終点       |

### 交差する鉄道
- 肥薩線
- 吉都線